# Peter Jäggi
Peter Jäggi (* 29. November 1909 in Olten; † 27. Mai 1975 in Freiburg im Üechtland) war ein Schweizer Rechtswissenschaftler mit Schwerpunkt im Gesellschaftsrecht.

## Leben und Wirken
Jäggi besuchte das Kollegium St. Fidelis in Stans. Anschliessend studierte er Rechtswissenschaft an den Universitäten Freiburg i. Üe., Bern und Berlin. 1934 promovierte er bei Ulrich Lampert an der Universität Freiburg. Jäggi arbeitete einige Jahre beim Departement des Innern des Kantons Solothurn und ab 1942 als Gerichtsschreiber am Bundesgericht. 1945 wurde er als Nachfolger von Franz Jenny zum ausserordentlichen und 1948 zum ordentlichen Professor für schweizerisches Privatrecht an die damalige Rechts-, Wirtschafts- und Sozialwissenschaftliche Fakultät der Universität Freiburg berufen. Von 1955 bis zu seinem Tod 1975 hatte er den Lehrstuhl für Zivil- und Handelsrecht inne. Letzterer wurde anschliessend von seinem Schüler Peter Gauch übernommen.
Peter Jäggi war einer der bedeutendsten Schweizer Juristen seiner Zeit. Er veröffentlichte Publikationen zu fast allen Bereichen des Privatrechts, vor allem aber zum Gesellschaftsrecht.
Seit seiner Studienzeit war er Mitglied der Studentenverbindung AV Fryburgia im Schweizerischen Studentenverein, den er 1932/33 präsidierte. Von 1957 bis 1963 war er Präsident des Altherrenbundes. Von 1961 bis 1964 präsidierte Jäggi den Schweizerischen Juristenverein.